# Paula von Preradović
Paula Preradović (født 12. oktober 1887 i Wien, død 25. maj 1951 i Wien), professionelt kendt som Paula von Preradović eller Paula Molden, var en østrigsk forfatter og digter.
Hun var barnebarn af den kroatiske digter Petar Preradović, som var af serbisk oprindelse. Hun blev født i Wien, men familien flyttede i 1889 til Pula i Istrien. Hun blev i 1916 gift med journalisten Ernst Molden, med hvem hun fik sønnerne Otto Molden og Fritz Molden. Preradović døde i Wien og er begravet på Zentralfriedhof.
Hun skrev i 1947 teksten til Østrigs nationalsang, "Land der Berge, Land am Strome".

## Værker
Poesi
- Dalmatinische Sonette, 1933
- Lob Gottes im Gebirge, 1936
- Ritter, Tod und Teufel, 1946

Prosa
- Pave und Pero, 1940
- Königslegende, 1950
- Die Versuchung des Columba, 1951
- Wiener Chronik, 1945, hendes dagbogsberetning, som først blev offentliggjort i 1995